# Leonard Łyduch
Leonard Łyduch (ur. 17 października 1934 w Murzynowie Kościelnym, zm. 1 grudnia 1992 w Szczecinie) – polski profesor nauk rolniczych w zakresie agronomii, uprawy łąk i pastwisk, nauczyciel akademicki

## Życiorys
Leonard Łyduch ukończył studia na Wydziale Rolniczym Wyższej Szkoły Rolniczej w Szczecinie w 1960 z dyplomem magistra inżyniera rolnictwa. Bezpośrednio po studiach został zatrudniony jako nauczyciel akademicki w Katedrze Łąkarstwa na macierzystym wydziale , gdzie przeszedł przez wszystkie szczeble kariery akademickiej (asystent stażysta, asystent, starszy asystent, adiunkt, profesor nadzwyczajny). Stopień doktora nauk rolniczych otrzymał w 1966 po obronie dysertacji Gleby węglanowe okolic jeziora Miedwie jako siedlisko zbiorowisk łąkowych (promotor: prof. dr Grzegorz Honczarenko). W 1973 został doktorem habilitowanym na podstawie rozprawy Zbiorowiska łąkowo-bagienne gleb węglanowych w południowej części województwa szczecińskiego i gospodarcze ich wykorzystanie. Jako pierwszy absolwent macierzystej uczelni otrzymał tytuł profesora nauk rolniczych nadany przez Radę Państwa w 1984. W latach 1982-1992 był kierownikiem Katedry Łąkarstwa. Pełnił funkcję prorektora Akademii Rolniczej w Szczecinie ds. nauczania (1981-1984) i Prodziekana Wydziału Rolniczego ds. studiów zaocznych (1981-1987).
Został pochowany 8 grudnia 1992 na Cmentarzu Centralnym w Szczecinie (kw. 38D/7/8).

## Praca naukowo-dydaktyczna
Leonard Łyduch prowadził badania specjalistyczne łąk i pastwisk związane z potrzebami rolnictwa Pomorza Zachodniego w aspekcie produkcji pasz i ochrony  środowiska. Zajmował się badaniami geobotanicznymi nad występowaniem i charakterystyką zbiorowisk roślinnych na glebach węglanowych  regionu  szczecińskiego. Prowadził szeroko zakrojone badania dotyczące nawożenia organicznego i mineralnego oraz jego wpływu na wielkość i jakość plonów z łąk i pastwisk. Trudne i kompleksowe tematy badawcze realizował często wraz ze specjalistami z innych dziedzin, wykazując dużą umiejętność pracy zespołowej. Utrzymywał stały kontakt z rolnikami, przekazując im najnowsze wyniki badań. Opublikował 132 prace, w tym oryginalne prace twórcze, podręczniki i skrypty, komunikaty i artykuły popularnonaukowe. Wypromował 2 doktorów i prawie 100 magistrów inżynierów;  recenzował 9 rozpraw doktorskich, 2 rozprawy habilitacyjne oraz inne prace naukowe.

## Wybrane publikacje
- Wpływ nawożenia organicznego na plonowanie roślinności łąkowej na glebie torfowej. „Zesz. Nauk. Wyższej Szkoły Rolniczej w Szczecinie” 1967, 25, s.271-273[10]
- Gleby węglanowe okolic jeziora Miedwie jako siedliska zbiorowisk łąkowych. „Zesz. Nauk. Wyższej Szkoły Rolniczej w Szczecinie” 1969, 30, s.125-144[11]
- Zbiorowiska łąkowo-bagienne gleb węglanowych w południowej części województwa szczecińskiego i gospodarcze ich wykorzystanie. Wydaw. Wyższej Szkoły Rolniczej w Szczecinie 1972. Rozprawy nr 31, 46 ss.
- Wpływ ścieków z krochmalni oraz nawożenia mineralnego łąk na skład chemiczny wód gruntowych. „Zesz. Probl. Post. Nauk Roln.” 1979, 221, s.149-152[12] (wsp. Maciej Rogalski)

## Odznaczenia i nagrody[4]
- Krzyż Kawalerski „Polonia  Restituta”
- Medal Komisji Edukacji Narodowej
- Medal „Zasłużony dla Akademii Rolniczej w Szczecinie”
- nagroda Ministra Nauki i Szkolnictwa Wyższego za działalność dydaktyczną
- kilka nagród Rektora AR w Szczecinie